# Banana (république démocratique du Congo)
Pour les articles homonymes, voir Banana.
Banana est un port de la république démocratique du Congo (ouest de la province du Kongo-Central) situé à Banana Creek, une entrée d’environ 1 km de large sur la rive nord de l’embouchure du fleuve Congo dans l'océan Atlantique, séparée de ce dernier par une « broche de terre » de 3 km de long et de 100 à 400 m de large, « posée » sur le côté du ruisseau de ladite broche, qui l’abrite ainsi de l’océan.
Il est, à environ 8 km au sud-est de Muanda à laquelle il est relié par une route pavée qui longe la côte, sans doute le plus ancien poste colonial du Congo, occupé par les Européens depuis le début du XIXe siècle. Outre cette route, des ruines de cette première implantation peuvent encore être observées de l'autre côté de la baie, au sud-est de l'actuelle Banana.
La ville héberge une raffinerie de la Société congolaise des Industries de raffinage, SOCIR en sigle (anciennement Société zaïro-italienne de raffinage, SOZIR en sigle). On y trouve également deux sociétés d'exploitation pétrolière dont Muanda International Oil Company (MIOC) en offshore et Perenco-REP en onshore.

## Histoire
Au début du XIXe siècle il existait déjà des comptoirs à Banana et en 1873 un service régulier de bateaux à vapeur fonctionnait quatre fois l'an entre Banana et Rotterdam. Ce service était celui de  L'Association du Commerce Africain fondée en 1869 à Rotterdam  par les armateurs Kudeyk et Pincoffs. La rive de l'Atlantique et l'embouchure du fleuve étaient occupées bien avant l'arrivée de Stanley à Boma.  

La ville s'est développée comme port au XIXe siècle, en grande partie dans le cadre de la traite des esclaves. Henry Morton Stanley est arrivé à Banana en 1879 au début d'une expédition exploratoire financée par Léopold II de Belgique. À la suite de la conférence de Berlin (1884–1885), les puissances européennes reconnurent la revendication de Léopold II sur le bassin du Congo ; le roi annonça lui-même  [des éclaircissements nécessaires ] la création de l'État indépendant du Congo, dirigé par lui-même ; ainsi commença la période de colonisation européenne.
L'article de l'Encyclopædia Britannica (onzième édition de 1911) sur la croyance folklorique chez les loups-garous notait que « les gens de Banana se changeraient par des moyens magiques, composés d'embryons humains et d'autres ingrédients, mais sous leur forme léopard, ils ne peuvent pas faire de mal à l'humanité sous peine de conserver à jamais la forme de la bête. »
Banana était la principale base navale belge du Congo jusqu'à l'indépendance en 1960. Elle permettait l'accostage et le ravitaillement des navires de guerre de la marine belge de passage dans la colonie, mais il n'y était basé en permanence que 4 vedettes fluviales.

## Installations
Le port de Banana se compose d'un quai de 75 m et d'une profondeur de 5,18 m, avec deux petites grues pour la manutention des marchandises et quelques petites jetées. Il possède un terminal pétrolier 4 km plus loin en amont, vers lequel les pétroliers déchargent lorsqu'ils sont au mouillage dans le ruisseau. Le terminal a un accès routier tout à fait séparé à l'est de Muanda. Il n'y a pas d'installations majeures à Banana en dehors du port, car elles sont fournies par la ville beaucoup plus grande de Muanda, où se trouve l'aéroport le plus proche, ni de liaison ferroviaire.
Il existe également une base navale de la marine de la République démocratique du Congo, en partie entretenue par un investissement financier de la Chine[réf. nécessaire].

## Géographie
Le port de Banana se trouve sur une langue de terre située à l'embouchure du fleuve Congo :
- avec à l'ouest l'océan Atlantique et ses plateformes pétrolières ;
- au nord, la ville de Moanda à une dizaine de kilomètres ;
- à l'est, une grande baie abritée séparant le port actuel du lieu des anciens comptoirs coloniaux ; en remontant le fleuve, on atteint Boma sur la rive droite et Matadi sur la rive gauche ;
- au sud, l'embouchure du fleuve et la côte de l'Angola à une vingtaine de kilomètres ; face à Banana se trouve le port de Soyo.

## Référence
1. ↑  Guide du voyageur au Congo Belge et au Ruanda-Urundi, Édité par l'Office du tourisme, Bruxelles, 1951, p. 282.
2. ↑  The Encyclopedia Britannica: A Dictionary of Arts, Sciences, Literature and General Information, Volume 17 ().
3. ↑  Plusieurs, « Base BANANE Congo Belge »  (consulté le 24 janvier 2024)